# 朱見沔
棗陽僖順王朱見沔（1464年—1493年），明朝第二代棗陽王，棗陽安穆王朱祁鉦庶長子，母夫人陳氏，襄憲王朱瞻墡之孫，明仁宗之曾孫。

## 生平
天順八年（1464年），朱見沔出生，成化十年（1474年），明憲宗冊封他為鎮國將軍。成化十二年（1476年）二月，生父朱祁鉦逝世。成化十六年（1480年）四月，憲宗遣恭順侯吳鑑等為正使，尚寶司司丞李溥等為副使，持節冊封朱見沔為棗陽王。成化十七年（1481年）四月，憲宗遣會昌侯孫銘等為正使，尚寶司司丞李溥等為副使，持節冊封襄府奉祀曹譽的孫女為棗陽王妃。弘治六年（1493年）二月，朱見沔逝世，時年三十歲，明孝宗為此輟朝一日，按例賜祭葬，並賜諡號僖順。其陵寢位於襄陽城西壽安山。七年後其嫡長子朱祐楒襲封棗陽王。